# Passenger Rail Agency of South Africa
La Passenger Rail Agency of South Africa (PRASA) est une entreprise sud-africaine centrée sur le transport ferroviaire de voyageurs. 
L'entreprise était sponsor de la Coupe des confédérations 2009,.